# Агентство Пинкертона
Агентство Пинкертона (англ. Pinkerton Consulting & Investigations, Inc.) — детективное агентство США, одно из самых известных в мире. В конце XIX века оно было крупнейшим частным правоохранительным органом в мире

## История
Было основано Алланом Пинкертоном в 1855 году в Чикаго. На момент открытия агентства в Чикаго было лишь 11 полицейских и столько же людей работало у Пинкертона. К началу 1860-х годов Пинкертон открыл несколько филиалов своего агентства за пределами Чикаго. Во время Гражданской войны в США агентство занималось разведкой в интересах правительства Союза.
Еще до Гражданской войны Пинкертон стал собирать базу данных с фотоснимками преступников и к 1870 году располагал самой большой в мире коллекцией соответствующих портретов. Агенты Пинкертона также первыми в США начали практиковать «внедрения»: притворялись клиентами фальшивомонетчиков, чтобы поймать их с поличным, изображали из себя заключенных, чтобы разговорить преступника, проникали в среду бастующих рабочих.
В 1871 году Конгресс США выделил средства Министерству юстиции для создания правоохранительной службы, которая бы боролось с нарушениями федеральных законов. Но этих средств было недостаточно для создания такой государственной службы, поэтому был заключен договор с агентством Пинкертона.
После смерти Алана Пинкертона в 1884 году его компания стала поставлять предпринимателям в случае забастовок своих сотрудников для охраны штрейкбрехеров от нападений разгневанных рабочих. Это нередко приводило к кровавым столкновениям. После такого столкновения во время Гомстедской стачки 1892 года в 1893 году был принят так называемый Анти-Пинкертоновский закон, запрещавший федеральным властям использовать сотрудников частных детективных и охранных организаций.
Агентство не раз переходило от одного собственника к другому, не раз меняло название, но оно всегда сохраняло фамилию основателя. В 1999 году за $384 млн его приобрела шведская компания Securitas AB.

## Современность
На 1999 год агентство имело 250 отделений в двадцати странах мира. Его клиентами были 800 компаний из списка Fortune 1000. Агентство занимается не только расследованиями по уголовным и гражданским делам, но и консалтингом в области безопасности, проверкой нанимаемых работников, предоставлением услуг личной охраны.
Агентство обеспечивало безопасность таких зрелищ, как Олимпийские игры, чемпионаты мира по футболу, «Формула-1», церемонии награждения премиями «Эмми» и «Оскар».